# Gerhard Prautzsch
Gerhard Prautzsch (nascut el 25 de setembre de 1941) és un exfutbolista i entrenador de futbol alemany.